# Metapirilene
Il metapirilene era un farmaco antistaminico e anticolinergico appartenente alla classe delle piridine e sviluppato all'inizio degli anni '50. Aveva un effetto sedativo piuttosto forte, per questo venne impiegato nel trattamento dell'insonnia più che per l'effetto antistaminico per il quale era stato originariamente prodotto. Venne combinato con la scopolamina per la realizzazione di alcuni farmaci contro l'insonnia, noti con i nomi commerciali di Sominex, Nytol e Sleep-Eze. Il metapirilene venne rimosso da questi medicinali alla fine degli anni '70, a seguito della cancerogenicità epatica osservata nei ratti in caso di somministrazione prolungata.